# Кривоглаз Осип Борисович
Осип Борисович Кривоглаз (2 липня 1918, Київ — 3 липня 2012, Київ) — український архітектор і живописець. Член Спілки архітекторів України (з 1946 року), член Містобудівної ради Головкиївархітектури. Почесний академік Української академії архітектури.

## Біографія
Народився 2 липня 1918 року в Києві в родині лікаря. В 1937 році поступив на архітектурний факультет в Київський художній інститут. Потім навчався у Московському архітектурному інституті, який закінчив у 1943 році. Учасник німецько-радянської війни.
Починаючи з 1944 року працював в Діпромісті, Київпроекті, Гіпро-НДІздраві (тепер «Медінвестпроект»). З 1984 по 2009 рік був постійним і активним членом містобудівної ради Києва. У 2001 році мером Києва був нагороджений «Знаком Пошани», мав подяки від Київської міської держадміністрації.
Помер 3 липня 2012 року після важкої хвороби. Похований в Києві на Міському кладовищі «Берковець».

## Творчість

### Архітектурна
- В Діпромісті працював над проектами забудови зруйнованих міст — Чернігова, Ворошиловграда, Дніпродзержинська, Артемівська;
- в Київпроекті за його проектами в Києві зведені житлові будинки по вулицях Ігорівській, Мечникова, Бастіонній, Софійській (будинок композиторів), Володарського, Турівській, Чехова-Чкалова, Повітрофлотському шосе, житловий квартал Головкиївбуду, житловий квартал на Воскресенці; його планувальні пропозиції втілені у Поштовій та Печерській площах, будівлі товариства «Художник» Спілки художників України на Червоноармійській вулиці, водній станції ДОСААФ на Дніпрі (Труханів острів), Палаці піонерів на площі Слави (разом з архітекторами А. Мілецьким, Е. Більським і А. Лабодою);
- в ДіпроНДІздраві ним з липня 1966 року по лютий 1982 року були виконані ряд значних проектів у галузі охорони здоров'я та санаторно-курортного будівництва: поліклініки для дорослих і поліклініки для дітей у Харківському районі Києва, сучасні аптечні склади для Києва і області, будівлі інституту ДіпроНДІздраву (вулиця Мечникова), госпіталю для воїнів-інтернаціоналістів (афганців), поліклініки і лікарні в Трускавці, дитячого санаторю на 400 місць, там же, курортної поліклініки в Місхорі (Велика Ялта), лікарні у Надимі (Росія). У 1982 році ним був розроблений генеральний план комплексу медустанов Міністерства охорони здоров'я України з лікарнею на 1000 ліжок з об'ємно-планувальним рішенням (Протасів Яр).

### Художня
З 1960-х років і практично до останніх днів свого життя захоплювався живописом. Мав 15 персональних виставок, брав участь у двох всеукраїнських виставках. У 1994–2011 роках видано 8 каталогів авторських робіт, а у 2003 році альбом «Вибране». Йосип Каракіс, архітектор: 
 Дорогий Осип Борисовичу! Вражений Вашим талантом - майстерністю художника живописця. Рідко буває, щоб архітектор за професією володів таким даром.